# Dariusz Białkowski
Dariusz Edward Białkowski (ur. 16 lipca 1970 w Białogardzie) – polski kajakarz, dwukrotny brązowy medalista olimpijski (1992, 2000), czterokrotny olimpijczyk (1992, 1996, 2000, 2004), trzykrotny medalista mistrzostw świata, mistrz Europy, wielokrotny mistrz Polski, były mąż olimpijki Anety Michalak-Białkowskiej.

## Kariera sportowa
W latach 1987–2004 był zawodnikiem Astorii Bydgoszcz, z przerwą w 1991, kiedy reprezentował barwy Zawiszy Bydgoszcz.

## Igrzyska olimpijskie
Czterokrotnie startował na igrzyskach olimpijskich:
- 1992: K-2 1000 m - 2 m. z (Grzegorzem Kotowiczem)
- 1996: K-2 1000 m - 4 m. (z Grzegorzem Kotowiczem)
- 2000: K-4 1000 m - 3 m. (z Grzegorzem Kotowiczem, Adamem Seroczyńskim i Markiem Witkowskim)
- 2004: K-4 1000 m - 8 m. (z Rafałem Głażewskim, Tomaszem Mendelskim i Adamem Seroczyńskim)

## Mistrzostwa świata
Na mistrzostwach świata seniorów zdobył trzy brązowe, na sześciu imprezach mistrzowskich płynął łącznie w 8. finałach
- 1995: K-2 1000 m - 3 m. (z Grzegorzem Kotowiczem), K-4 500 - 3 m. (z Grzegorzem Kotowiczem, Grzegorzem Kaletą i Markiem Witkowskim)
- 1997: K-2 1000 m - 3 m. (z Grzegorzem Kotowiczem), K-4 500 - 4 m.
- 1998: K-2 1000 m - 7 m.
- 1999: K-4 1000 m: 4 m.
- 2001: K-4 1000 m: 9 m.
- 2003: K-4 1000 m: 5 m.

## Mistrzostwa Europy
Sześciokrotnie startował na mistrzostwach Europy, zdobywając trzy medale, w tym jeden złoty.
- 1997: K-2 1000 m - 2 m. (z Grzegorzem Kotowiczem)
- 1999: K-4 1000 m - 1 m. (z Grzegorzem Kotowiczem, Adamem Seroczyński i Markiem Witkowskim)
- 2000: K-4 500 m - 6 m., K-4 1000 m - 6 m.
- 2001: K-4 1000 m - 9 m.
- 2002: K-4 500 m - 0 (nie ukończyli finału), K-4 1000 m - 7 m.
- 2004: K-4 1000 m - 3 m. (z Tomaszem Mendelskim, Rafałem Głażewskim i Pawłem Baumannem)

## Mistrzostwa Polski
Zdobył 5. złotych medali mistrzostw Polski seniorów:
- K-1 1000 m - 1998, 1999, 2002, 2003
- K-4 10000 m - 1991